# Agente Especial Oso
Agente Especial Oso (no Brasil, Urso: Agente Especial) foi uma série animada do Playhouse Disney (atual Disney Junior) criada por Ford Riley. Estrelada por Sean Astin, Meghan Strange, Gary Anthony Williams, Phill Lewis, Amber Hood e Cam Clarke.
A música tema do programa foi escrito por Ford Riley e Michael Himelstein e realizado por Joey Gian.

## Dubladores
- Urso: Cláudio Galvan
- Guia Palmer: Jullie
- Lobinho: Duda Espinoza
- Sr. Dos: Gutemberg Barros
- Avecóptero: Clécio Souto
- Dotty: Pamella Rodrigues
- Tema de Abertura: Marcelo Rezende
- Vozes Adicionais: Christiane Louise, Dário de Castro, Eduardo Drummond, Fabrício Vila Verde, Helena Palomanes, Márcia Coutinho, Matheus Perissé e Sheila Dorfman
- Diretora de Dublagem: Andrea Murucci
- Direção Musical: Felix Ferrá
- Tradutora: Dilma Machado
- Estúdio: Delart Rio de Janeiro